# Outer Isolation
Albums de Vektor
Black Future
(2009) Terminal Redux
(2016)
Outer Isolation est le deuxième album studio du groupe de thrash metal progressif américain Vektor sorti le 22 novembre 2011.

## Liste des titres
| No | Titre                         | Durée |
| -- | ----------------------------- | ----- |
| 1. | Cosmic Cortex                 | 10:23 |
| 2. | Echoless Chamber              | 5:15  |
| 3. | Dying World                   | 5:19  |
| 4. | Tetrastructural Minds         | 5:21  |
| 5. | Venus Project                 | 6:47  |
| 6. | Dark Creations, Dead Creators | 3:25  |
| 7. | Fast Paced Society            | 6:45  |
| 8. | Outer Isolation               | 8:28  |

| 9.  | Venus Project (démo)      | 7:31 |
| 10. | Fast Paced Society (démo) | 6:56 |

.

## Composition du groupe
- David Disanto - Chant et guitare.
- Erik Nelson - Guitare.
- Blake Anderson - Batterie.
- Frank Chin - Basse.

## Membres additionnels
- Byron Filson - Production, ingénieur du son, mastering et mixage audio.
- Andrei Bouzikov - Artwork.
- Spencer "Loofa" Lee - Photos[2].